# Dromiciops gliroides
Dromiciops gliroides, hay Monito del monte trong tiếng Tây Ban Nha (nghĩa là "khỉ bụi rậm nhỏ"), cũng được gọi là chumaihuén tại Mapudungun hay tiếng Việt gọi là chuột khỉ túi, là một loài thú có túi nhỏ có nguồn gốc từ tây nam Nam Mỹ (Chile và Argentina). Nó là loài còn tồn tại duy nhất trong bộ Microbiotheria và là đại diện Tân Thế giới duy nhất của siêu bộ Australidelphia (tất cả các loài thú có túi Tân Thế giới khác là thành viên của Ameridelphia). Chúng sống trên và hoạt động về đêm, xuất hiện trong các bụi cây của các loài chi Chusquea tại rừng mưa ôn đới Valdivian của miền nam Andes. Nó có một chiếc đuôi quấn. Nó ăn chủ yếu côn trùng và những động vật không xương sống, và có khi cả trái cây.